# Kreuzspitze (Fanesgruppe)
Die Kreuzspitze (ladinisch: Crusc de Rit) ist ein 2021 Meter hoher Berg bei Wengen in Südtirol. Er gehört zu dem Bergkamm, der das Wengental im Südwesten vom Enneberger Tal im Nordosten abtrennt. Die Gemeindegrenze verläuft aber tiefer auf Enneberger Seite. Die Kreuzspitze ist ein beliebtes Ausflugsziel von den beiden Orten aus, das erwandert oder per Mountainbike erradelt werden kann. 
Der Wanderweg von Wengen aus beginnt am Hauptort mit Kirche. Von dort führt oberhalb des Friedhofes an einer Pumpstation ein schmaler Weg zwischen Wohnneubauten durch zu einem kleinen Wäldchen, das durchquert wird. Eine erst 2005 angelegte Waldstraße ist dabei zu queren, bevor über Wiesen die Barbarakapelle erreicht wird. Der Weg ginge von der Kapelle weiter nach Altwengen mit seinem alten Kirchturm. Dieses Wegstück gilt als ein Beispiel für die alte ladinische Wegekultur. 
Kürzer ist es, von der Kapelle weg einen kleinen Pfad hoch in das dortige Wäldchen zu nehmen und so unmittelbar Ciablun (Jausen-Station) zu erreichen. Früher ging von dort durch das Gehöft die Falllinie folgend der Wanderweg den Hang hoch weiter. Heute ist dies aber privat, auch wenn im Hang noch die alten Wegemarkierungen zu finden sind. Der Weg würde oben an einem Wegekreuz mit Holzgatter wieder auf der Holzstraße herauskommen.

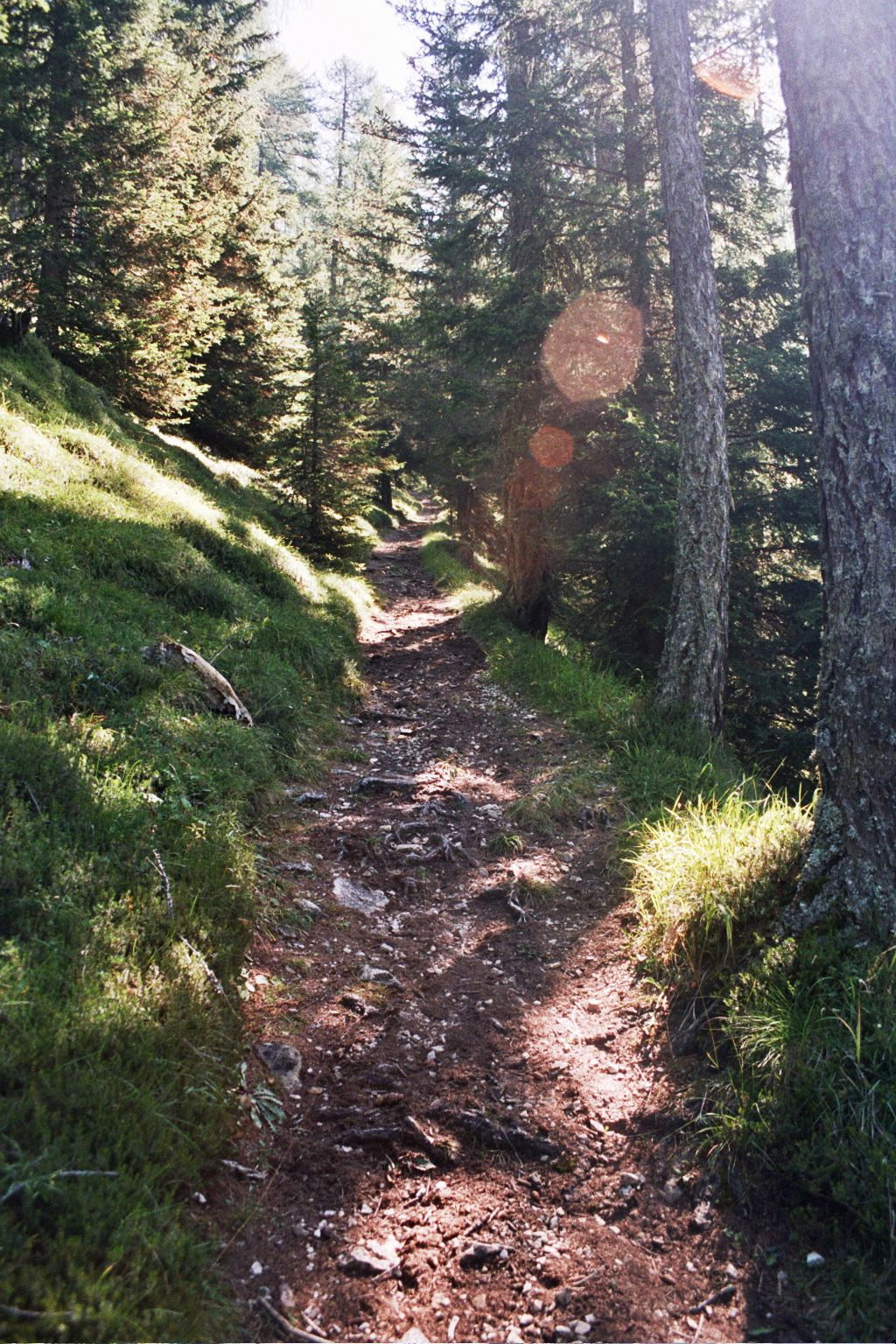
Weg durch den Wald

Der heutige Weg verläuft den Fahrweg weiter an einem kleinen Kapellchen vorbei nach Runch mit altem großen gotischen ehemaligem Gerichtshaus, einem Vertreter eines ladinischen Haustyps, weiter nach Biei, dem höchsten Gehöft Wengens, einen langgezogenen Weg weiter hoch, der an dem erwähnten Wegekreuz mit Holzgatter vorbeiführt. Die Holzstraße verläuft weiter in einer langgezogenen S-Kurve, bevor sie sich wieder nach links wendet Richtung Ritjoch (Ju de Rit). Vor dieser Kehre kann man schon links im dünnen Baumbestand zwei parallele alte Wegefurchen sehen, die wieder als Abkürzung dienen können, will man die Holzstraße nicht gehen. Schließlich kommt von rechts ein kleiner Bergrücken die Falllinie herunter, dem man nach oben folgt bis zur Holzstraße. Auf der anderen Seite der Schotterstraße beginnt ein schmaler Waldweg, der schließlich schräg hoch Richtung Kreuzspitze führt. Oben trifft man auf einen von links, vom Ritjoch her kommenden Weg. Man folgt dem Weg immer weiter oben auf dem bewaldeten Bergkamm, bis man bei einer Wiese mit Kreuz und Sitzbank herauskommt. Am Wald rechts beginnt ein schmaler Weg, der zur Kreuzspitze führt. Vor wenigen Jahren war dieser Weg noch eine Wurzelkletterstrecke, jetzt ist er auch mit Mountainbikes befahrbar. 
Von der Kreuzspitze (Gipfelbuch) hat man einen schönen Blick über das Wengental, das Tal von Enneberg, auch zum Kronplatz.
Geht man auf dem Bergkamm nach Westen, gelangt man entweder denselben Weg wieder zurück, oder man geht auf dem Kamm weiter bis zum Ritjoch mit dem Biotopsee (Lè de Rit). Weiter im Westen ist die Cornspitze, die auch erwandert werden kann. Östlich an die Kreuzspitze schließen sich die Ritwiesen an, über die man auch zurückwandern kann. 